# Atypha pulmonariae
Atypha pulmonariae là một loài bướm đêm trong họ Noctuidae.